# Чаба (Клуж)
Чаба (рум. Ceaba) насеље је у Румунији у округу Клуж у општини Санмартин. Oпштина се налази на надморској висини од 421 m.

## Становништво
Према подацима из 2002. године у насељу је живело 286 становника, од којих су сви румунске националности.